# Andreas Koziol
Andreas Koziol (* 8. Januar 1957 in Suhl; † 16. Mai 2023 in Berlin) war ein deutscher Autor, Lyriker, Übersetzer und Nachdichter.

## Leben und Wirken
Nach Abitur und Armeedienst studierte Koziol Theologie in Naumburg und Berlin. Bis 1990 arbeitete er als Briefträger, Totengräber, Heizer und Hauslehrer. Koziol gehört mit Jan Faktor, Johannes Jansen, Uwe Kolbe, Frank-Wolf Matthies, Bert Papenfuß-Gorek, Stefan Döring und Ulrich Zieger zu den bedeutenden Autoren der Ostberliner Literatur- und Kunstszene des Prenzlauer Bergs. Koziol sagt über sein poetisches Konzept: „Es ging zunächst um nichts weniger Paradoxes, als sich mit einer sprachlichen Totalität von einer totalitären Sprache zu befreien.“
Bis 1990 war er Mitherausgeber der Untergrundzeitschriften Ariadnefabrik (1986–1990, mit Rainer Schedlinski), dem wichtigsten essayistischen und theoretischen Sprachrohr der nicht staatlichen Literaturszene, und der Verwendung (1988–1990, mit Egmont Hesse und Ulrich Zieger), die 1990 den Calwer Hermann-Hesse-Preis erhielt. In der Begründung der Jury heißt es u. a.: „Mit Verwendung hat die Jury eine jener selbstverlegten und selbstgefertigten Zeitschriften ausgezeichnet, die unabhängig von den offiziellen Verlagen der DDR und gegen Widerstände der Behörden veröffentlicht wurden. […] Verwendung hat sich vor allem um die zeitgenössische Lyrik und Prosa der DDR verdient gemacht und die Entwicklung neuer literarischer Ausdrucksformen gefördert.“
1990 gehörte Koziol mit Sascha Anderson, Henryk Gericke, Egmont Hesse, Klaus Michael, Rainer Schedlinski und Joerg Waehner zu den Gründern des Berliner Autorenverlags Druckhaus Galrev, an dem er bis 1992 mitarbeitete. Er erstellte zahlreiche Übersetzungen und Nachdichtungen aus dem Russischen, Ungarischen und Englischen. 2005 erhielt er die Eugen Viehof-Ehrengabe der Deutschen Schillerstiftung. Er lebte und arbeitete seit Ende der 1970er Jahre in Berlin.
Andreas Koziol verstarb am 16. Mai 2023 im Alter von 66 Jahren in Berlin.

## Werke

### Bücher
- Mehr über Rauten und Türme. Gedichte. Aufbau, Berlin 1990, ISBN 3-351-01749-9.
- Bestiarium Literaricum. Mit Postkartenübermalungen von Cornelia Schleime. Galrev, Berlin 1991, ISBN 3-910161-04-9.
- Sammlung. Gedichte, Legenden, Travestien. Galrev (edition qwert zui opü), Berlin 1996, ISBN 3-910161-49-9.
- Lebenslauf. Ein Poem. Mit Vignetten des Autors. Galrev (edition qwert zui opü), Berlin 1999, ISBN 3-933149-14-2.
- Frühjahre. Eine Verserzählung. Galrev (edition qwert zui opü), Berlin 2001, ISBN 3-933149-25-8.
- Menschenkunde. Gedichte. kookbooks Berlin 2024. Mit Nachworten von Henryk Gericke und Lutz Seiler. ISBN 3-948336-25-3.
- Mur. Gedichtzyklus. Moloko Print Schönebeck 2024. Mit einem Nachwort von Klaus Michael. ISBN 978-3-910431-42-3.

### Künstlerbücher und Kleinschriften
- Gedichte. Künstlerbuch mit Lithografien von Michael Voges. Berlin 1985.
- Gedichte von Raja Lubinetzki und Andreas Koziol. Künstlerbuch mit einer Grafik von Raja Lubinetzki. Berlin 1985.
- Schlagwortlegende. Gedichte. Künstlerbuch mit Siebdrucken von Thomas Ranft. Berlin 1987.
- "Die Ähnlichkeit mit deinen Augen". Künstlerbuch mit Siebdrucken von Thomas Ranft. Berlin 1987.
- Ein Buch der Schlafwandlungen. Reihe Poetische Bögen. Leipzig 1997.
- Sieben Gedichte. München 2004.
- Anpassungen. 54 multiple Redensarten. Mit 27 Vignetten des Autors. Berlin 2004.
- Rumor. Gedichte. Künstlerbuch mit Steindrucken von Andreas Hegewald. Dresden Buchenpresse 2005.
- Sekundenkind. Gedichte. Künstlerbuch mit Holzdrucken von Andreas Hegewald. Dresden 2009.
- Vortrag. Staatsgeheimnis und Sprachgeheimnis. Zur Untergrunddichtung der späten DDR. Kirchseeon 2010.
- Schaum. Ein Pamphlet. Kirchseeon 2017.
- Andreas Koziol. Gedichte. Holzschnitte von Weh Silesius. Das Zündblättchen Nr. 92, Heft 2/2019. Edition Dreizeichen, Meißen 2019.
- Meisen nachts um halb drei. 11 Gedichte. Hamburg 2020.
- Nachgeblätterte Zeiten. Ein subjektiver Rückblick auf die Jahre 1974 bis zur Gegenwart. Hamburg 2020.

### Anthologien und Zeitschriften
- Christoph Buchwald, Jürgen Becker (Hrsg.): Luchterhand Jahrbuch der Lyrik. München 1987/88.
- Egmont Hesse (Hrsg.): Sprache und Antwort. Stimmen und Texte einer anderen Literatur aus der DDR. Frankfurt 1988. Collektion S. Fischer Bd. 58, ISBN 3-596-22358-X.
- Kurt Drawert (Hrsg.): Die Wärme der Kälte des Körpers des Andern. Liebesgedichte. Berlin und Weimar 1988.
- Heinz Ludwig Arnold, Gerhard Wolf (Hrsg.): Die andere Sprache. Neue DDR-Literatur der 80er Jahre. Sonderband Text+Kritik München 1990, ISBN 3-88377-360-3.
- Torsten Metelka (Hrsg.): alles ist im untergrund obenauf. Eine Auswahl aus KONTEXT 1-7. Berlin 1990, ISBN 3-931337-02-2.
- Peter Geist (Hrsg.): Ein Molotow-Cocktail auf fremder Bettkante. Lyrik der siebziger / achtziger Jahre. Leipzig 1991, ISBN 3-379-00694-7.
- Rudolf Helmut Reschke (Hrsg.): Deutsche Lyrik unseres Jahrhunderts. Gütersloh 1992.
- Erdmut Wizisla, Michael Opitz (Hrsg.): Glückloser Engel. Dichtungen zu Walter Benjamin. Frankfurt am Main und Leipzig 1992.
- Klaus Michael, Thomas Wohlfahrt (Hrsg.): Vogel oder Käfig sein. Literatur und Kunst aus unabhängigen Zeitschriften in der DDR 1979–1989. Berlin 1992, ISBN 3-910161-10-3.
- Peter Böthig, Klaus Michael (Hrsg.): MachtSpiele. Literatur und Staatssicherheit im Fokus Prenzlauer Berg. Leipzig 1993, ISBN 3-379-01460-5.
- Roland Berbig, Birgit Dahlke, Michael Kämper-van den Boogaart, Uwe Schoor (Hrsg.): Zersammelt. Die inoffizielle Literaturszene der DDR nach 1990. Eine Bestandsaufnahme. Berlin 2000.
- Christoph Buchwald, Adolf Endler (Hrsg.): Jahrbuch der Lyrik. Frankfurt am Main 2002.
- Christoph Buchwald, Ulf Stolterfoht (Hrsg.): Jahrbuch der Lyrik. Frankfurt am Main 2008.
- Uwe Warnke, Ingeborg Quaas (Hrsg.): Die Addition der Differenzen. Die Literaten- und Künstlerszene Ostberlins 1979 – 1989. Berlin 2009.
- Michael Lentz, Michael Opitz (Hrsg.): In diesem Land. Gedichte 1990–2010. Frankfurt am Main 2010.
- Cornelia Jentzsch (Hrsg.): Nur ein Wolkenschatten? Neue Texte zum Daedalus-Mythos. Daedalus Verlag 2010.
- Peter Braun, Stephan Pabst (Hrsg.): Hilbigs Bilder. Essays und Aufsätze. Göttingen 2013.
- Andreas Koziol: Vom Nebel verschlungen. Gedichte. Sinn und Form  4/2022.

Beiträge in Zeitschriften, u. a. in Ariadnefabrik, Bateria, Gegner, Herzattacke, Kontext, Liane, Der Maulkorb, Moosbrand Neue Texte, Schaden, Sinn und Form, Sklaven, Sprache im technischen Zeitalter, Verwendung.

### Übersetzungen
- SLAM ! POETRY. Heftige Dichtung aus Amerika. Mit Texten von Paul Beatty, Neeli Cherkovski, Alan Kaufman, Dominique Lowell, Luis J. Rodriguez und Patricia Smith. Berlin 1994, ISBN 3-910161-47-2.
- Gerard Manley Hopkins. Pied Beauty – Gescheckte Schönheit. Gedichte. Ausgewählt und übertragen von Stefan Döring, Gerhard Falkner, Henryk Gericke, Andreas Koziol. Berlin 1995.
- Qeren Margalit, Gerlinde Creutzburg (Illustration, Radierung): Virginia's stone. Leporello Wendebd. Edition Mariannenpresse, Berlin 1995, ISBN 3-922510-85-X.
- John Barton Epstein: Vega. Aus dem Englischen von Andreas Koziol, Vorwort von Uwe Kolbe, Gouachen von A. R. Penck. Berlin 1996, ISBN 3-928942-30-1.
- Boris Pasternak. Gedichte und Poeme. Berlin 1996.
- Edward de Vere. Echoverse. Nachdichtungen von Henryk Gericke und Andreas Koziol. München 2007.

Übersetzungen und Nachdichtungen u. a. von Queren Margalit, Géza Röhrig, Arseni Tarkowski.

### Herausgaben
- mit Rainer Schedlinski: Abriß der Ariadnefabrik. Berlin 1990, ISBN 3-910161-00-6.
- mit Egmont Hesse: Scharte / David Pfannek am Brunnen. Berlin 1992, ISBN 3-910161-39-1.
- Uwe Greßmann. Schilda Komplex. Aus dem Nachlass von Uwe Greßmann. Mit Zeichnungen von Christine Schlegel. Berlin 1998, ISBN 3-933149-03-7.

## Auszeichnungen
- 1990 Förderpreis für deutschsprachige Literaturzeitschriften der Stadt Calw für die Herausgabe der Zeitschrift Verwendung (mit Egmont Hesse, Ulrich Zieger)
- 1992 Stipendium des Deutschen Literaturfonds e. V. Darmstadt
- 2005 Eugen Viehof-Ehrengabe der Deutschen Schillerstiftung